# NGC 7362
NGC 7362 (również PGC 69602 lub UGC 12171) – galaktyka eliptyczna (E), znajdująca się w gwiazdozbiorze Pegaza. Odkrył ją Lewis A. Swift 2 września 1886 roku.